# Urania (djur)
För andra betydelser, se Urania (olika betydelser).
Urania är ett släkte av fjärilar som ingår i familjen Uraniidae.

## Artlista[1]
- Urania amphiclus
- Urania boisduvalii
- Urania brasiliensis
- Urania cacica
- Urania elegans
- Urania fernandinae
- Urania fulgens
- Urania leilaria
- Urania leilus
- Urania occidentalis
- Urania poeyi
- Urania sloanaria
- Urania sloanus
- Urania surinamensis